# Michael Kargus
Michael Kargus (* 6. März 1977 in Frankfurt am Main) ist ein deutscher Musicaldarsteller, Schauspieler und Sänger sowie Synchron-, Werbe- und Hörspielsprecher.

## Leben
Michael Kargus wuchs in Frankfurt am Main auf. Er studierte nach seinem Abitur 1996 für acht Semester Humanmedizin an der Johann Wolfgang Goethe-Universität, brach das Studium jedoch 2001 ab, um in Hamburg an der Stage School of Music, Dance and Drama eine Ausbildung zum Musicaldarsteller zu absolvieren.
Nach seinem Abschluss 2004 erhielt er sein erstes Musicalengagement in Berlin. An der bekannten Kleinkunstbühne Bar jeder Vernunft spielte er in der erfolgreichen Inszenierung von Cabaret unter der Regie von Vincent Paterson. 2005 übernahm er die Rolle des Conférenciers und begleitete die Produktion bis 2021.
Währenddessen folgten verschiedene Engagements im deutschsprachigen Raum.
Er gehörte 2007 zur deutschen Originalbesetzung des Broadway Musicals Wicked – Die Hexen von Oz im Stuttgarter Palladium Theater.
2009 war er die deutsche Originalbesetzung von Prinz Herbert in dem Monty Python Musical Spamalot im Musical Dome in Köln.
Als Theaterschauspieler wurde er 2015 für die Rolle des Puck in Shakespeares Ein Sommernachtstraum, unter der Regie von Michael Lerchenberg, bei den Luisenburg-Festspielen verpflichtet.
In der Uraufführung von Luther – Rebell Gottes am Stadttheater Fürth, spielte er 2017 den Ablassprediger Johann Tetzel.
Zwischenzeitlich konzentrierte sich Michael Kargus auf die Tätigkeit als Sprecher. Er absolvierte 2015 einen Lehrgang für Synchron- und Mikrofonsprechen an der Akademie Für Professionelles Sprechen in Berlin, unter der Leitung von Katharina Koschny. 2021 folgte eine Weiterbildung für Synchronbuchautorenen, unter der Leitung von Christian Gundlach. Seit dieser Zeit ist er aktiv als Werbe-, Synchron- und Hörspielsprecher tätig und in zahlreichen Netflix- und Disneyformaten zu hören. Er war die Werbestimme für die Werbekampagne „Iglo – Iss bunter“.

## Bühne und Musical (Auswahl)
- 2004 Cabaret als Frenchie (Bar jeder Vernunft, Berlin)
- 2005 West Side Story als A-Rab (Ostseefestspiele, Stralsund)
- 2005–2021 Cabaret als Conférencier (Bar jeder Vernunft & TIPI, Berlin)[1]
- 2006 Non(n)sens als Sr. Marie Leo (Schlossparktheater, Berlin)
- 2006 Hair als Paul (Ostseefestspiele, Greifswald)
- 2007 Jesus Christ Superstar als Annas (Burgfestspiele Bad Vilbel)[2]
- 2007/2008 Wicked-Die Hexen von Oz als Averick & Cover Moq (Palladium Theater, Stuttgart)[3]
- 2009 Spamalot als Prinz Herbert (Musical Dome, Köln)[4]
- 2010 La Cage aux Folles als Phaedra (Vereinigte Bühnen Bozen)[5]
- 2010/2011 The Rocky Horror Show als Riff Raff (Theater Trier)[6]
- 2012 Das Phantom der Oper (Semikonzertant)als Monsieur Reyer (Ronacher, Wien)
- 2013 Spamalot als Prinz Herbert (Luisenburg-Festspiele, Wunsiedel)
- 2013/2014 La Cage aux Folles als Mercedes (Landestheater Salzburg)
- 2015 Cabaret als Conférencier (Luisenburg-Festspiele, Wunsiedel)
- 2015 Ein Sommernachtstraum als Puck (Luisenburg-Festspiele, Wunsiedel)[7]
- 2016 The Rocky Horror Show als Riff Raff (MS Europa 2)
- 2017 Luther-Rebell Gottes als Johann Tetzel (Stadttheater Fürth)[8]
- 2017/2018 Hedwig and the Angry Inch als Hedwig (Brotfabrik, Frankfurt / Admiralspalast, Berlin / Volksbühne, Köln)[9]
- 2018/2019 Frau Luna als Frau Pusebach (TIPI, Berlin)[10]
- 2020/2021 Berlin, Du coole Sau! als Adele (TIPI, Berlin)
- 2023/2024 The Addams Family als Onkel Fester (Grenzlandtheater Aachen / Kammertheater Karlsruhe)

## Synchronrollen (Auswahl)

### Serien
- Sea Beyond als Toto (Antonio Orefice)
- Trolls: TrollsTopia als Synth (Vladimir Caamano)
- The Glory als Jae-joon (Park Sung-hoon)
- Dragon Prince als Mukho (Anand Rajaram)
- Saint X als Desmond (Sule Thelwell)
- Das Rätsel der Runen als Wace (Wyatt Bowen)
- Kung Fu Panda – Der Drachenritter als Kaiser von China (Todd Haberkorn)
- Bloods als Darell (Sam Campbell)
- Code des Verbrechens als Mamute (MC Brankim)
- Kengan Ashura als Raruma XIII (Daisuke Kishio)
- Star Wars Resistance als Flix (Jim Rash)
- Bakugan – Battle Planet als Duran Dane (Tony Babcock)
- Enchantimals als Flap Peacock (Ben Diskin)
- Claws als Toby Evans (Evan Daigle)
- Shameless als Farhad (Peter Banifaz)
- Candy – Tod in Texas als Robert Udashen (Jesse Gallegos)
- Pose als Cubby Wintour (Jeremy McClain)

### Filme
- The 4:30 Movie als Belly (Reed Northrup)
- A Tourist's Guide to Love als John (Ben Feldman)
- Der Super Mario Bros. Film als Toad Guard
- I Came By als Omid (Yazdan Qafouri)
- Das große Abenteuer des kleinen Vampir als Marguertte (Joann Sfar)
- Rapid Eye Movement als Gottesanbeterin
- Bayala-Das Magischen Elfenabenteuer[11] als Piuh

### Hörspiele, Werbung & VoiceOver
- Iglo – Iss Bunter (Werbung)
- Love is Blind für Ramses Prashad (VoiceOver)
- Wizard of Baking für Miko Kaw Hok Uy (VoiceOver)
- Klischeefreier Sport (E-Learning)
- Sony (Erklärfilm)
- Blind Date in Dehli (Feature)
- Lost Minds-Die flüsternde Stimme des Todes als Adrian (Hörspiel)

## Diskografie (Auswahl)
- Wicked-Die Hexen von Oz (Deutsche Castaufnahme)[12]
- Lost Minds-Die flüsternde Stimme des Todes (Hörspiel)[13]
- Der kleine Ritter Kackebart (Hörspiel)[14]
- Was Ist Was-Was macht die Feuerwehr? (Hörspiel)
- Hedda Hex-Die verschwundenen Autos (Hörspiel)
- Waringham Saga (Hörspiel)